# François Astoin
François Astoin est une personnalité provençale connue pour avoir ouvert, vers 1760, une fabrique d'indiennes dans le centre d'Aix-en-Provence. Cette activité était redevenue légale en 1759, le Conseil d'État ayant mis fin à l'édit de 1686 qui les prohibait.
Ses parents étaient déjà « indienneurs » avant 1686 à Marseille, près de trois quarts de siècle plus tôt, et avaient été obligés de quitter la ville. L'ouverture de cette fabrique est un retour aux sources, mais entretemps, les techniques ont évolué.
Marseille avait été au XIVe siècle la porte d'entrée des indiennes de coton en France, grâce aux liens de la colonie d'Arméniens avec le Levant. Dans la région, dès 1746, le Suisse Jean-Rodolphe Wetter avait à nouveau implanté une manufacture de toiles imprimées près de Marseille.

## Source
- Annales du Midi De Antoine Thomas, Université de Toulouse, Alfred Jeanroy, Paul Dognon